# Duilio
Duilio, nascido Lorenzo di Cicco (Basileia, 23 de fevereiro de 1973), é um cantor suíço, de língua italiana, conhecido  por ter participado no Festival Eurovisão da Canção 1994, no qual interpretou a canção "Sto pregando", que terminou em 20.º lugar. Em decorrência dessa baixa classificação, a Suíça foi impedida de participar do festival no ano seguinte. O país nunca havia sido excluído da competição.
Em 1994, o cantor lançou seu primeiro álbum, intitulado  Duilio,  que foi um fracasso de vendas. Desde então, pouco se ouviu falar dele. Supõe-se que atualmente viva em  Bérgamo, na Itália.